# الکسی لزین
الکسی لزین (روسی: Алексей Владимирович Лeзин؛ زادهٔ ۲۷ فوریهٔ ۱۹۷۳) بوکسور اهل روسیه است.